# Палеолит на тлу Србије
Палеолит на тлу Србије представља најстарији и најдужи период праисторије на територији данашње Републике Србије, који обухвата време од прве појаве човека и његове материјалне културе до краја леденог доба, отприлике пре 10.000 година пре нове ере. Током овог периода, људске заједнице су живеле ловачко-сакупљачким начином живота, користећи оруђа од камена и других природних материјала. Истраживања палеолита у Србији пружају значајне увиде у најранију прошлост људског присуства на Балканском полуострву.

## Периодизација
Палеолит се генерално дели на три основна периода, чији се трагови налазе и на територији Србије:
- Доњи палеолит: Најстарији период, за који на територији Србије постоје индиције, али су поуздани налази ретки. Повезује се са раним врстама хоминина.
- Средњи палеолит (око 300.000 – 35.000 година пре садашњости): Овај период карактерише присуство неандерталаца (Homo neanderthalensis) и мустеријенска култура израде камених алатки. Најзначајнија налазишта из овог периода у Србији су пећине.
- Горњи палеолит (око 35.000 – 10.000 година пре садашњости): Период појаве анатомски модерног човека (Homo sapiens). Карактеришу га развијеније културе израде оруђа (орињасијен, граветијен) и први трагови уметничког изражавања.[2]

## Најзначајнија налазишта
Истраживања палеолита у Србији фокусирана су на неколико кључних локалитета, углавном пећинског типа:

### Рисовачка пећина
Рисовачка пећина код Аранђеловца је једно од најзначајнијих палеолитских налазишта у Србији и на Балкану. Откривена је случајно 1953. године. Археолошка истраживања, која је водио др Бранко Гавела, открила су остатке неандерталског човека, фосилне остатке плеистоценске фауне (пећински медвед, пећински лав, мамут, вунасти носорог, бизон, дивовски јелен) и бројна оруђа од камена (пострушке, шиљци, секире) и кости, који припадају мустеријенској култури средњег палеолита. Процењује се да су налази стари између 35.000 и 50.000 година.

### Градачка пећина
Пећина Градац, смештена у близини села Градац код Крагујевца (изнад Јерусалимског потока), такође је значајно налазиште средњег палеолита. Истраживања су показала присуство мустеријенске културе, са каменим алаткама попут троугаоних шиљака и пострушки. Пронађени су и остаци огњишта, што указује на станиште палеолитских ловаца.

### Пећински комплекс Баланица (Сићевачка клисура)
У Сићевачкој клисури, пећински комплекс Баланица (који чине Велика и Мала Баланица) постао је изузетно значајан након открића људских фосилних остатака. У Малој Баланици је 2006. године пронађена људска вилица чија се старост процењује на између 397.000 и 525.000 година, што је чини једним од најстаријих фосила хоминина у Европи. Ови налази се приписују врсти Homo heidelbergensis или раним неандерталцима и указују на дубоку старост људског присуства на овим просторима.

### Шалитрена пећина
Шалитрена пећина, смештена у кањону реке Рибнице код Мионице, представља једно од најважнијих налазишта горњег палеолита у Србији. Истраживања су открила богате слојеве са артефактима који припадају орињасијенској и граветијенској култури. Поред каменог оруђа (разне врсте сечива, шиљака, гребача) и коштаних алатки, у Шалитреној пећини су пронађени и ретки примерци палеолитске уметности – урезани цртежи на костима и каменчићима, што указује на симболичко понашање и уметничко изражавање њених становника.

### Остала налазишта
Поред наведених, значајни палеолитски налази регистровани су и на другим локалитетима широм Србије, укључујући Смолућку пећину код Новог Пазара, као и низ налазишта у источној Србији. Истраживања су често отежана због неприступачности терена или слабе очуваности локалитета.

## Материјална култура

### Оруђа и оружје
Основна карактеристика палеолитске материјалне културе је израда оруђа и оружја од камена. У доњем палеолиту то су масивније алатке попут секира и чопера. У средњем палеолиту (мустеријенска култура) доминира техника окресивања одбитака са припремљеног језгра (левалоазијенска техника), чиме се добијају прецизнији шиљци, пострушке и друга оруђа. Горњи палеолит карактерише производња дугих, уских сечива од којих се праве различита специјализована оруђа (гребачи, сврдла, ножићи). Поред камена, коришћени су и кост, рог и слоновача за израду шила, харпуна, игала и украсних предмета.

### Уметност и симболика
Трагови палеолитске уметности на тлу Србије су ретки у поређењу са западно-европским налазиштима. Најзначајнији су налази преносиве уметности из Шалитрене пећине, који укључују урезане представе животиња или апстрактне мотиве на костима и облуцима. Ови налази сведоче о развоју симболичког мишљења и естетских потреба горњопалеолитских заједница.

## Начин живота и животна средина
Палеолитске заједнице на територији Србије живеле су ловачко-сакупљачким начином живота, у малим, покретним групама. Главни извори хране били су лов на крупне плеистоценске животиње (мамуте, носороге, бизоне, јелене) и сакупљање биљних плодова, корења и семена. Као склоништа користили су пећине, поткапине и отворена станишта (логоре). Ватра је била кључна за преживљавање, грејање, припрему хране и заштиту од звери.
Клима током палеолита била је обележена сменама ледених и међуледених доба, што је значајно утицало на биљни и животињски свет, а тиме и на начин живота људских заједница.

## Антрополошки остаци
Фосилни остаци палеолитских људи на територији Србије су ретки, али веома значајни. Поред већ поменуте вилице из Мале Баланице (која се приписује Homo heidelbergensis или сродној архаичној врсти), у Рисовачкој пећини пронађени су остаци неандерталаца. Остаци анатомски модерних људи (Homo sapiens) везују се за горњопалеолитске слојеве, на пример у Шалитреној пећини.

## Значај и истраживања
Истраживања палеолита у Србији доприносе разумевању најранијег насељавања Европе, миграционих путева, технолошког развоја и адаптације раних људских врста на променљиве услове животне средине. Локалитети попут Баланице и Рисовачке пећине имају међународни значај. Кључну улогу у истраживању палеолита у Србији имали су и имају археолози са Филозофског факултета у Београду, Народног музеја у Београду и других научних институција.